# Кубок наций Западноафриканского футбольного союза
Кубок наций Западноафриканского футбольного союза (англ. WAFU Nations Cup) — международный футбольный турнир, который проводил Западноафриканский футбольный союз с 2002 по 2019 год.

## История
Ранее для стран Западной Африки с 1982 по 1987 год проводился чемпионат зоны 3. Изначально первый сезон Кубка наций Западноафриканского футбольного союза должен был пройти в Сенегале с 28 сентября по 7 октября 2001 года. Тем не менее Африканская конфедерация футбола не дала разрешение на проведение турнира из-за того, что даты его проведения находились слишком близко к дате старта Кубка африканских наций, который стартовал 19 января 2002 года.
Позднее Западноафриканский футбольный союз заверил, что турнир будет рассчитан только для сборных, состоящих из игроков национального чемпионата, и получил одобрение на его проведение. Организаторы также приняли решение перенести его в Абиджан, столицу Кот-д’Ивуара, однако на этот раз от турнира отказался главный спонсор TV Africa, и соревнование вновь было отложено. В итоге турнир стартовал 18 сентября 2002 года в ивуарийских городах Абиджан и Буаке и должен был завершиться спустя 11 дней. Тем не менее после двух сыгранных матчей кубок был отменён из-за начавшейся гражданской войны в Кот-д’Ивуаре.
Схожий турнир был проведён в 2005 году и назывался Кубком единства Западной Африки имени Лорана Гбагбо. Приглашение на соревнования в феврале 2005 года в Бамако (Мали) получили четыре команды, состоявшие из игроков национальных лиг. Победу одержали хозяева, обыгравшие в финале Нигерию (3:0). Тем не менее данный турнир не является частью истории Кубка наций Западноафриканского футбольного союза.
В 2008 году был успешно проведён чемпионат Западноафриканского футбольного союза среди игроков до 20 лет в Нигерии, после чего было принято решение доверить нигерийцам и право провести Кубок наций Западноафриканского футбольного союза. Турнир проходил в апреле 2010 года, а в его решающем матче Нигерия обыграла Сенегал со счётом 2:0. В 2011 году победителем стало Того, а в 2013 и 2017 годах — Гана. Последний турнир был проведён в Сенегале в 2019 году, где победу одержали хозяева. Турнир 2021 года должен был пройти в Нигерии, но в итоге не состоялся.

## Результаты
| Кубок наций Западноафриканского футбольного союза | Кубок наций Западноафриканского футбольного союза | Кубок наций Западноафриканского футбольного союза | Кубок наций Западноафриканского футбольного союза | Кубок наций Западноафриканского футбольного союза |
| Сезон                                             | Победитель                                        | 2-е место                                         | 3-е место                                         | 4-е место                                         |
| ------------------------------------------------- | ------------------------------------------------- | ------------------------------------------------- | ------------------------------------------------- | ------------------------------------------------- |
| 2002[en]                                          | отменён из-за войны                               | отменён из-за войны                               | отменён из-за войны                               | отменён из-за войны                               |
| 2010[en]                                          | Нигерия                                           | Сенегал                                           | Гана                                              | Буркина-Фасо                                      |
| 2011[en]                                          | Того                                              | Нигерия                                           | Либерия                                           | Гана                                              |
| 2013[en]                                          | Гана                                              | Сенегал                                           | Того                                              | Бенин                                             |
| 2017[en]                                          | Гана                                              | Нигерия                                           | Нигер                                             | Бенин                                             |
| 2019[en]                                          | Сенегал                                           | Гана                                              |                                                   |                                                   |

## Сводная таблица
| №  | Команда      | С | И  | В  | Н | П | ГЗ | ГП | РМ  | О  |
| -- | ------------ | - | -- | -- | - | - | -- | -- | --- | -- |
| 1  | Гана         | 5 | 22 | 16 | 0 | 6 | 40 | 19 | +21 | 48 |
| 2  | Сенегал      | 5 | 18 | 12 | 2 | 4 | 28 | 13 | +15 | 38 |
| 3  | Нигерия      | 5 | 16 | 10 | 2 | 4 | 29 | 11 | +18 | 32 |
| 4  | Того         | 6 | 13 | 6  | 0 | 7 | 19 | 22 | -3  | 18 |
| 5  | Бенин        | 4 | 15 | 5  | 3 | 7 | 14 | 21 | -7  | 18 |
| 6  | Гвинея       | 3 | 11 | 5  | 2 | 4 | 8  | 14 | -6  | 17 |
| 7  | Кот-д’Ивуар  | 3 | 8  | 4  | 2 | 2 | 10 | 5  | +5  | 14 |
| 8  | Буркина-Фасо | 4 | 11 | 4  | 1 | 6 | 16 | 16 | 0   | 13 |
| 9  | Либерия      | 5 | 13 | 4  | 1 | 8 | 11 | 18 | -7  | 13 |
| 10 | Мали         | 3 | 7  | 3  | 2 | 2 | 8  | 6  | +2  | 11 |
| 11 | Нигер        | 4 | 13 | 3  | 2 | 8 | 11 | 23 | -12 | 11 |
| 12 | Кабо-Верде   | 3 | 5  | 2  | 0 | 3 | 3  | 7  | -4  | 6  |
| 13 | Сьерра-Леоне | 4 | 7  | 1  | 1 | 5 | 4  | 11 | -7  | 4  |
| 14 | Гамбия       | 3 | 5  | 1  | 0 | 4 | 0  | 8  | -8  | 3  |
| 15 | Мавритания   | 2 | 3  | 0  | 0 | 3 | 2  | 4  | -2  | 0  |
| 16 | Гвинея-Бисау | 2 | 3  | 0  | 0 | 3 | 2  | 7  | -5  | 0  |